# Tropicus triangulus
Tropicus triangulus – gatunek chrząszcza z rodziny różnorożkowatych i podrodziny Heterocerinae.

## Taksonomia
Gatunek ten został opisany w 2002 roku przez Stanislava Skalickiego na podstawie 3 okazów odłowionych w 1996 roku przez Ulfa Dreschela. Epitet gatunkowy nawiązuje do budowy edeagusa.

## Opis
Długość ciała samca wynosi 2,4 mm, a samicy 2,6 mm. Ciało błyszczące, jasnobrązowe z ciemniejszym wzorem na przedpleczu i pokrywach oraz brązową głową. Żuwaczki ząbkowane, ostro zakończone, u samca z wyrostkiem grzbietowym głęboko wyciętym na wierzchołku. Prostheca z silnymi zębami. Czułki 9-członowe, zwieńczone 6-członową buławką. Przedplecze szersze niż długie i nieco szersze od nasady pokryw u samca, a tak szerokie jak nasada pokryw u samicy; drobno rzeźbione, wyposażone w żółtawe, rzadkie szczecinki. Tarczka trójkątna. Pokrywy podłużne, o zaznaczonych podłużnych żeberkach i płaskich wgłębieniach barkowych, gęsto rzeźbione. Łuk strydulacyjny zaznaczony. Golenie przednie i środkowe z 10, a tylne z 9 kolcami. Spiculum gastrale Y-kształtne, 0,3 mm długie. Edeagus 0,25 mm długi, opatrzony trójkątnym, zesklerotyzowanym wyrostkiem na wierzchołku.

## Rozprzestrzenienie
Gatunek znany wyłącznie z paragwajskiego departamentu Alto Paraguay.